# Theodore Stephanides
Theodore Stephanides (21 de enero de 1896, Bombay, Raj británico-13 de abril de 1983, Kilburn, Londres) fue un poeta, autor, traductor, médico, naturalista y científico griego-británico. Es conocido principalmente como amigo y mentor del famoso naturalista y escritor Gerald Durrell. Fue uno de los protagonistas de libros como Mi familia y otros animales de Gerald Durrell, La celda de Próspero de Lawrence Durrell o El coloso de Marusi de Henry Miller.

## Biografía
Considerado un polimata, Stephanides fue respetado como científico y médico, y aclamado como poeta en inglés. Además, tradujo al inglés un gran volumen de poesía griega, sobre todo la obra del poeta Kostís Palamás y la epopeya de corte romántico Erotokritos.
Fue un reconocido biólogo con cuatro especies que llevan su nombre. Tres de ellas, Cytherois stephanidesi, Thermocyclops stephanidesi y Schizopera stephanidesi, son organismos de agua microscópicos descubiertos por Stephanides en 1938. La cuarta especie es el crustáceo (copépodo) Arctodiaptomus stephanidesi, descrito como Diaptomus stephanidesi por Otto Pesta en 1935.
Escribió A Survey of the Freshwater Biology of Corfu and of Certain Other Regions of Greece (1948), un tratado biológico definitivo sobre la fauna de agua dulce de la isla de Corfú, que todavía es citado por los científicos. Su relato autobiográfico de la batalla de Creta que tuvo lugar durante la Segunda Guerra Mundial, Climax in Crete (1946), y su relato medio ficticio de Corfú y las Islas Jónicas, Island Trails (1973), fueron ampliamente leídos en el pasado, pero ahora son rarezas bibliográficas.